# Morti nell'860
| Questa pagina contiene informazioni ricavate automaticamente dalle voci biografiche con l'ausilio del template Bio e di un bot. L'aggiornamento è periodico e automatico e ricostruisce completamente la pagina. Se manca una persona in questa lista, sei pregato di non aggiungerla, ma accertati piuttosto che la sua voce biografica contenga il template Bio e che i dati anagrafici siano correttamente compilati. Se il template Bio manca, inseriscilo tu stesso o, in alternativa, metti l'avviso {{tmp\|Bio}} che ne segnala la mancanza. Se i dati riportati sono sbagliati, correggi direttamente la voce biografica; le modifiche saranno visibili in questa lista entro pochi giorni. Per chiarimenti vedi il progetto biografie. La lista contiene solo le 10 persone che sono citate nell'enciclopedia e per le quali è stato implementato correttamente il template Bio. Pagina aggiornata al 13 gen 2025. |

- 8 febbraio - Floro di Lione, teologo e scrittore franco
- 20 dicembre - Etelbaldo del Wessex, sovrano inglese
- Hezekiah, sovrano
- Gostomysl, principe
- Guido I di Spoleto, nobile franco
- Halfdan il Nero, re norreno
- Landone I di Capua, nobile longobardo
- Salomone di Gerusalemme, arcivescovo bizantino
- Sofronio I di Alessandria, arcivescovo ortodosso egiziano
- Al-ʿAbbās ibn Saʿīd al-Jawharī, matematico e astronomo persiano (n. 800)